# Truvo
Truvo (eerder Promedia) is een voormalig internationaal bedrijf dat zich toespitste op lokale zoek- en advertentieactiviteiten in zes landen. De bekendste producten waren de Gouden Gids en andere gedrukte naslagwerken.

## Geschiedenis
Truvo heeft een geschiedenis van meer dan vijftig jaar, onder verschillende namen.
- 1968: Oprichting van Promedia, een onderdeel van ITT World Directories. Men legt zich toe op de uitgave van telefoon- en bedrijvengidsen in zeven landen: België, Ierland, Nederland, Portugal, Puerto Rico, Roemenië en Zuid-Afrika.
- 1969: De eerste Gouden Gids verschijnt op de Belgische markt.
- 1998: De Nederlandse media- en informatiegroep VNU neemt World Directories over van ITT Corporation.
- 2004: De investeringsgroepen APAX en Cinven nemen World Directories over van VNU. Sindsdien zijn deze eersten aandeelhouders van Promedia.
- 2007: Promedia wordt omgedoopt tot Truvo.
- 2010: In juli vraagt Truvo uitstel van betaling aan en in december wordt die procedure opgeheven.
- 2011: Truvo België wordt officieel erkend verdeler van Google AdWords.
- 2011: Het bedrijf blijft in financieel zwaar weer en verkoopt activiteiten in Ierland en de Baltische staten.
- 2012: Truvo stoot alle buitenlandse activiteiten af en trekt zich, op een kantoor in Amsterdam na, terug in België.
- 2012: Vanwege juridische problemen met de bedrijfsnaam vormt het bedrijf zich om tot goudengids.be.
- 2016: Truvo Belgium, de uitgever van onder meer de Gouden Gids, vraagt faillissement aan.
- 2016: Een deel van de activiteiten van Truvo wordt overgenomen door het Estse FCR Media.